# Cukasa Morišima
Cukasa Morišima (japonsky 森島 司, * 25. dubna 1997) je japonský fotbalista.

## Klubová kariéra
S kariérou začal v japonském klubu Sanfrecce Hirošima.

## Reprezentační kariéra
Jeho debut za A-mužstvo Japonska proběhl v zápase proti Číně 10. prosince 2019. Morišima odehrál za japonský národní tým celkem dvě reprezentační utkání.

## Statistiky
| Japonsko | Japonsko | Japonsko |
| Roky     | Záp.     | Góly     |
| -------- | -------- | -------- |
| 2019     | 2        | 0        |
| Celkem   | 2        | 0        |